# Fingon Tralala
Pour les articles homonymes, voir Tralala (homonymie).
Fingon Tralala, dont le véritable nom est Serge Tchami, est un humoriste, comédien, réalisateur et scénariste camerounais né le 10 septembre 1979 à Douala.

## Biographie

### Enfance et Débuts
Fingon Tralala est né le 10 septembre 1979 à Douala. Il est le dernier né d'une fratrie de six enfants. Il fait ses études primaires à l'école publique de New-Bell, puis des études secondaires au CETIC d'Akwa. Il s'intéresse au théâtre très jeune et multiplie les performances dans les kermesses et les cabarets sous le nom de Fingon.
Fingon est diplômé en comptabilité.

### Carrière
Fingon Tralala fait ses débuts dans la comédie au début des années 2000 sur la CRTV radio aux côtés de l'humoriste Tchop Tchop. Il gagne en notoriété en rejoignant la troupe Quatro du rire fondé par Tandandan aux côtés d'autres comédiens de l'écurie de Tchop Tchop dont Tagne Condom, Sélavie et Safaria entre autres,. Il forme le duo One to One avec le comédien Tagne Condom et ensemble ils montent plusieurs dizaines de sketchs et vidéos qui sont diffusés en radio sur la chaine de télévision Canal 2 international.
En 2005, il est élu meilleur artiste comédien aux Canal 2 'Or. Il est à nouveau nommé en 2014, mais le prix est finalement remporté par Moutstik Karismatik. À la suite de cette défaite, il fait une sortie médiatique forte dans laquelle il critique le jury de la cérémonie des récompenses.
En 2014, il crée le buzz avec la vidéo Pala Pala remix, dans laquelle il parodie les chansons Pala Pala de Mani Bella et Fallait Pas de Coco Argentée pour déclamer sa déception et sa frustration face à la mauvaise performance des Lions indomptables du Cameroun à la coupe du monde 2014,. En 2015, il quitte le Cameroun pour la Belgique et disparait la scène. Après plusieurs années en Belgique, il retrouve la scène et son public en 2018, cette fois sur le digital avec des web-séries diffusées sur ses réseaux sociaux , puis reprises sur les chaines de télévision locales,. Il publie régulièrement des vidéos sur sa chaine Youtube qui compte en mai 2022 plus de 197 000 abonnés.
Il obtient deux prix aux Canal 2'or en 2021 : celui de meilleur comédien web et de meilleur humoriste.
Fingon Tralala est marié et père de plusieurs d'enfants[réf. nécessaire].

## Œuvres

### Albums
- Le Quatro du Rire
- Hommage à Tandandan

### Séries
- One 2 One avec Tagne Condom
- Les Aventures de Fingon Tralala
- Histoire de Famille
- Le Beau des Beaux

## Prix et récompenses
- 2005: Meilleur artiste comédien au Canal 2'or
- 2020: Prix de la web série de l’année avec Histoire de famille aux Awards des médias[12]
- 2021: Meilleur web comédien au canal 2'Or[13].
- 2021: Meilleur humoriste au Canal 2'Or[14].